# Xiphoscelis schuckardi
Xiphoscelis schuckardi är en skalbaggsart som beskrevs av Hermann Burmeister 1842. Xiphoscelis schuckardi ingår i släktet Xiphoscelis och familjen Cetoniidae. Inga underarter finns listade i Catalogue of Life.